# Messor aciculatus
Messor aciculatus  (лат.) — вид муравьёв-жнецов рода Messor (триба Stenammini, ранее в Pheidolini, подсемейство Мирмицины). Дальний Восток: Приморский край (Россия), КНДР, Монголия, северный Китай, Япония. Встречаются на остепнённых участках. Собирают семена растений.

## Описание
Длина рабочих муравьёв и самцов около 5 мм, самки — до 11 мм. Усики рабочих и самок 12-члениковые (у самцов 13-члениковые), булава невыраженная. Жвалы короткие, широкие, их боковые стороны выпуклые. Нижнегубные щупики состоят из 3 сегментов. Голова массивная широкая; на нижней стороне развит псаммофор. Стебелёк между грудкой и брюшком состоит из двух члеников: петиолюса и постпетиолюса (последний четко отделен от брюшка), жало развито, куколки голые (без кокона).
Средняя колония включает около 500 рабочих муравьёв, одну или несколько самок. Фуражировку проводят одиночные рабочие, мобилизация на источник корма отсутствует. В Японии сбор семян травянистых растений происходит в осенний период с сентября по декабрь. В Китае собирают семена от 10 до 30 видов. Гнёзда расположены на глубинах 80-137 см, имеют один вход. Среди семян преобладают Setaria viridis, Bassia dasyphylla, Euphobia humifuse, Salsola ruthaeoides, Scorzonera divaricata и Salsola collina. Иногда наблюдаются внутривидовые ритуализированные столкновения без нанесения телесных повреждений, но с воровством семян у чужих фуражиров и из их гнёзд.

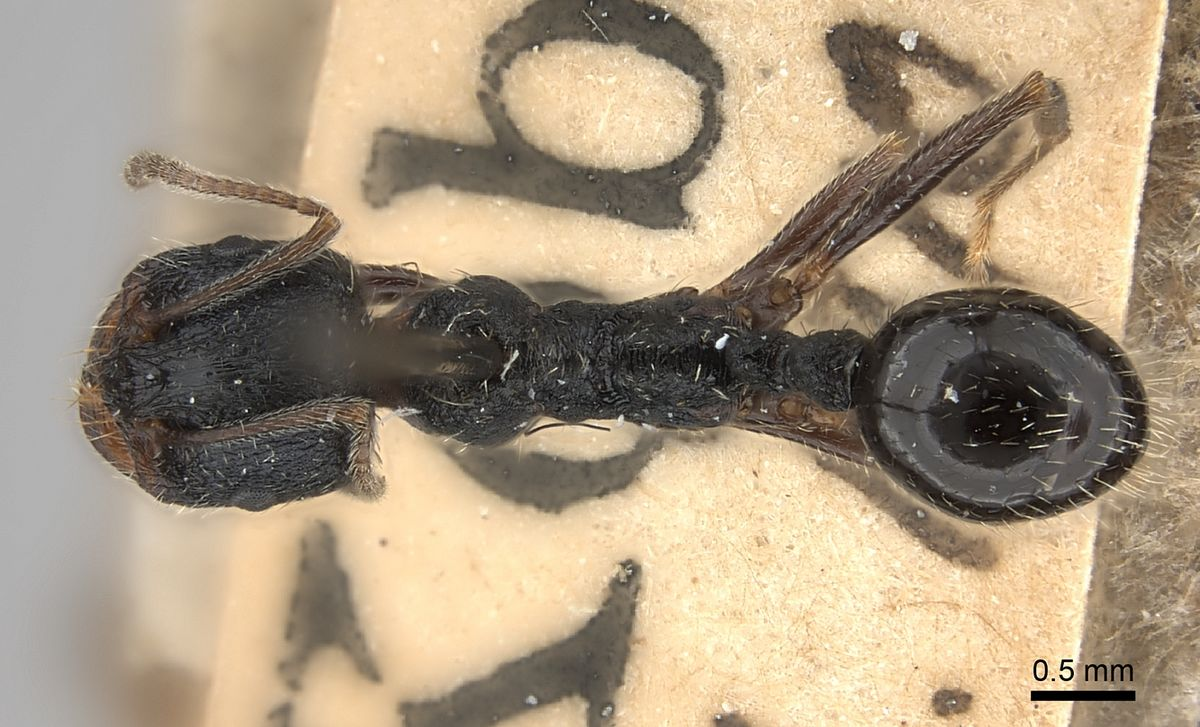
Рабочий
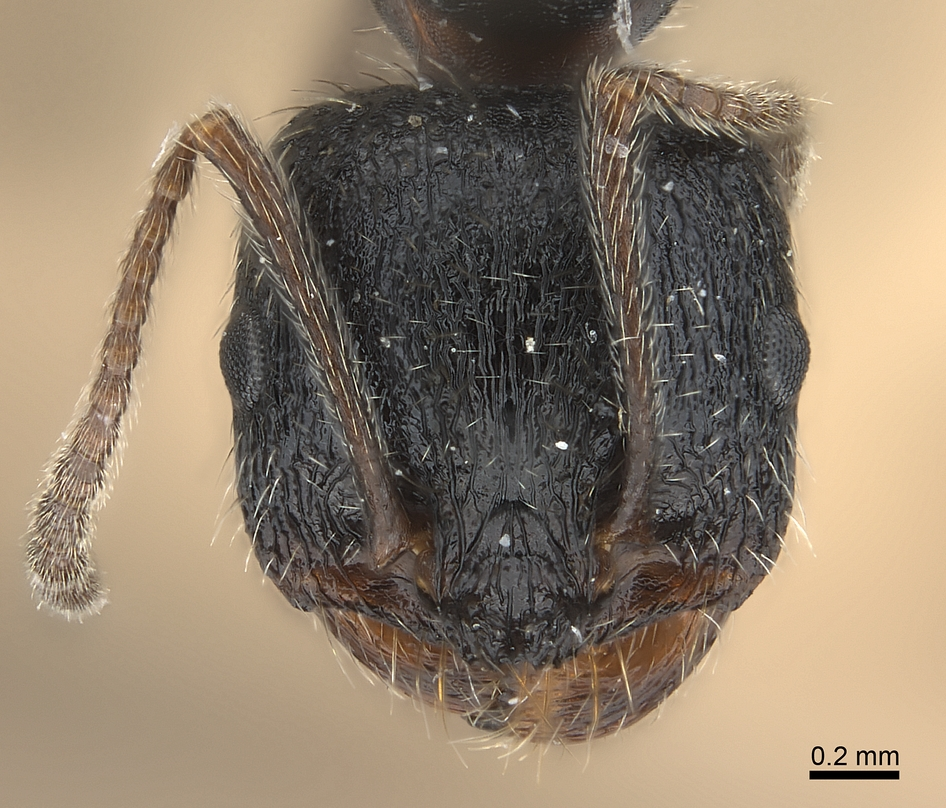
Рабочий
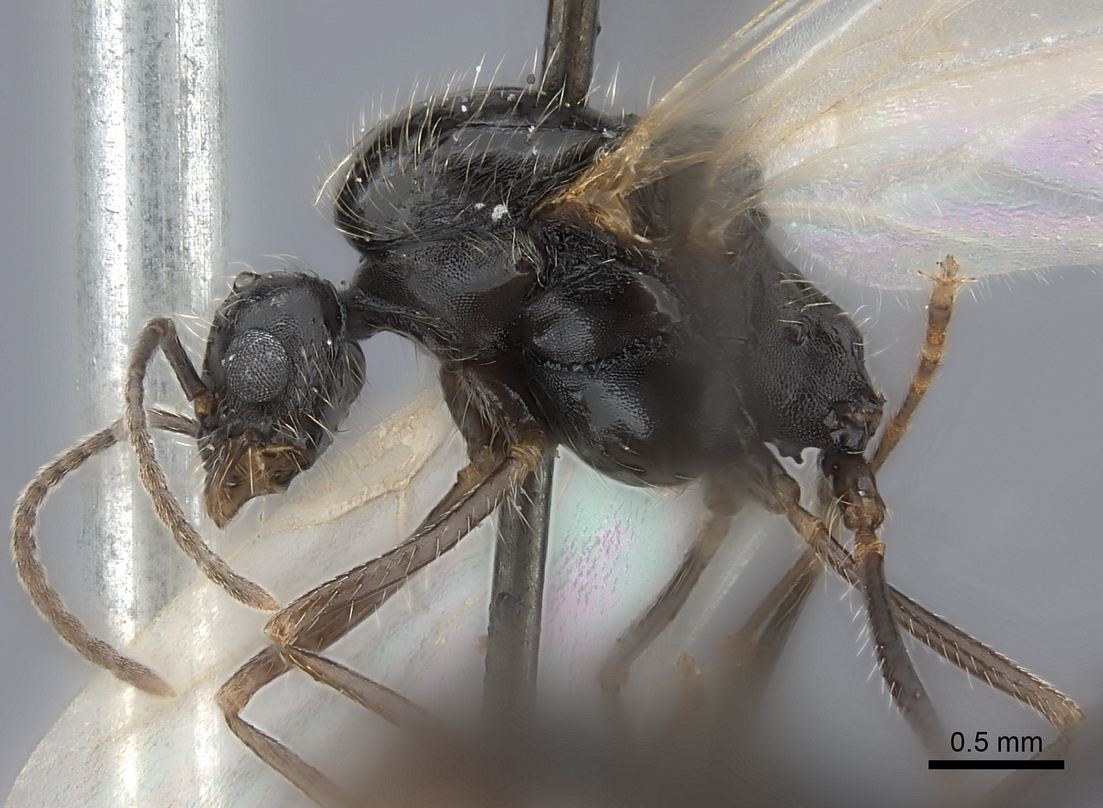
Самец
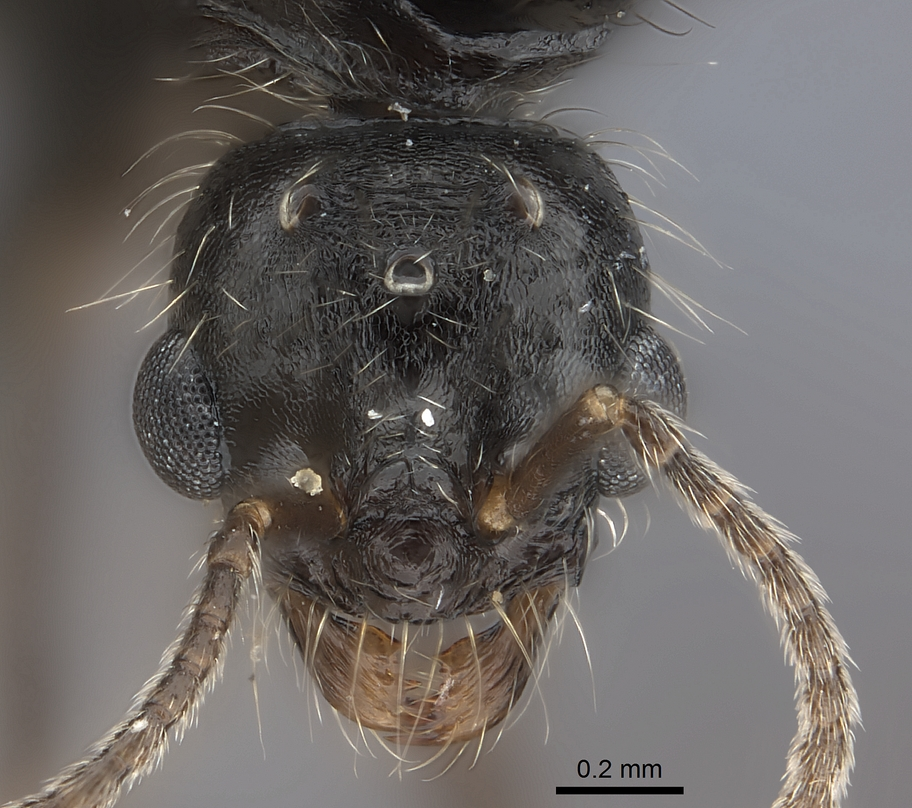
Самец